# Duartina
Duartina là một đô thị ở bang São Paulo của Brasil. 

## Địa lý
Đô thị này nằm ở vĩ độ 22º24'52" độ vĩ nam và kinh độ 49º24'14" độ vĩ tây, trên khu vực có độ cao 520 m. Dân số năm 2004 ước tính là 12.772 người.
Đô thị này có diện tích 264,3 km².

## Thông tin nhân khẩu
Dữ liệu điều tra - 2000
Tổng dân số: 28.475
- Dân số thành thị: 17.783
- Dân số nông thôn: 10.692
  - Nam giới: 9.117
  - Nữ giới: 15.358

Mật độ dân số (người/km²): 47,20
Tỷ lệ tử vong trẻ sơ sinh dưới 1 tuổi (trên một triệu người): 16,67
Tuổi thọ bình quân (tuổi): 70,79
Tỷ lệ sinh (số trẻ trên mỗi bà mẹ): 2,26
Tỷ lệ biết đọc biết viết: 89,22%
Chỉ số phát triển con người (HDI-M): 0,775
- Chỉ số phát triển con người - Thu nhập: 0,699
- Chỉ số phát triển con người - Tuổi thọ: 0,763
- Chỉ số phát triển con người - Giáo dục: 0,864

(Nguồn: IPEADATA)

### Sông ngòi
- Sông Alambari
- Ribeirão das Antas
- Rio Serrote
- Ribeirão da Água Branca

### Các xa lộ
- SP-293
- SP-294
- SP-315